# 库斯特丁根
库斯特丁根是德国巴登-符腾堡州的一个市镇。总面积24.24平方公里，总人口8187人，其中男性4052人，女性4135人（2011年12月31日），人口密度338人/平方公里。